# 阿瑟尔芬根
阿瑟尔芬根是德国巴登-符腾堡州的一个市镇。总面积12.85平方公里，总人口1015人，其中男性529人，女性486人（2011年12月31日），人口密度79人/平方公里。